# ピョートル・アーヴェン

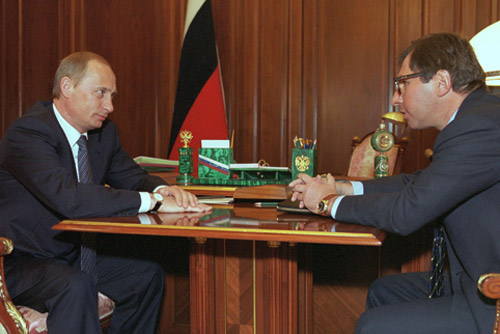
2002年

ピョートル・オレゴヴィチ・アーヴェン（ピョートル・アベン、ロシア語: Пётр Оле́гович А́вен、ラテン文字転写の例：Petr Olegovich Aven、ラトビア語: Pjotrs Avens、1955年3月16日生まれ）は、ロシアの政治家、企業家。新興財閥（オリガルヒ）の一つ「アルファ・グループ」の最高幹部。

## 経歴
1955年3月16日モスクワに生まれる。1977年モスクワ大学を卒業する。1981年同大学大学院修了。1981年ソ連科学アカデミーシステム研究所勤務。その後、ソ連外務省顧問。ソ連崩壊後、1992年1月ロシア連邦政府の対外経済関係相に任命される。1992年7月通貨経済委員会副議長。1993年金融会社を設立する。1993年の下院国家会議選挙に、ロシアの選択から比例区で立候補し当選する。1994年に議員辞職し、実業界に専念。1994年アルファ銀行（アリファ銀行）頭取に就任し、ミハイル・フリードマンのアルファ・グループの最高幹部となる。ロシア金融危機では、アルファ銀行は、打撃を最小限に食い止めることに成功し、金融危機後にさらに台頭した。また、ウラジーミル・プーチンがサンクトペテルブルク市に勤務していた際に、仕事を通じて協力関係にあった経緯もあって、プーチン政権成立後は、アルファ・グループは、新興財閥が抑制される中で逆に勢力を増大している。第二期プーチン政権の首相に就任した、ミハイル・フラトコフとも関係が深く、フラトコフを首相に推薦したとも言われる。アーヴェンは、アルファ・グループがロシアン・マフィア「ソンツェヴォ・グループ」との癒着が取りざたされた際、これを否定している。

## 脚註
1. ↑  ラトビア語風に名乗るとすればPēteris Avens